# Umut Erdoğan
Umut Erdoğan (* 16. Januar 1982 in Heidelberg) ist ein ehemaliger deutsch-türkischer Fußballspieler und heutiger Fußballtrainer.

## Karriere
Umut Erdoğan kam 2000 zur zweiten Mannschaft des damaligen Zweitligisten SV Waldhof Mannheim. Im Jahr 2002 wurde Erdoğan in den Profi-Kader berufen und absolvierte drei Spiele in der zweiten Bundesliga und zwei DFB-Pokalspiele für den SV Waldhof. Nach dem Zwangsabstieg in die Oberliga hielt Erdoğan dem SV Waldhof die Treue und absolvierte noch 16 Oberligaspiele für den SV Waldhof. Nach dem verpassten direkten Wiederaufstieg wechselte Erdoğan zum Stadtrivalen VfR Mannheim. Nach nur einem Jahr beim VfR Mannheim wechselte Erdoğan in die türkische Süper Lig zu Manisaspor. In der Türkei spielte Erdoğan für diverse Vereine, ehe er 2011 aus familiären Gründen nach Deutschland zurückkehrte und sich dem baden-württembergischen Oberligisten FC Nöttingen anschloss. Dort spielte er zum Saisonende 2011/12. Im Januar 2013 schloss er sich der SpVgg 07 Ludwigsburg, wo er bis zum Sommer unter Vertrag stand. Im August 2013 ging er für ein Jahr in die Bezirksliga zum SV Bondorf.
Nach seiner aktiven Zeit wurde er Co-Trainer beim Ligakonkurrenten Türk. SV Herrenberg.